# لويد باتلر
لويد باتلر (بالإنجليزية: Lloyd Butler)‏ (13 فبراير 1989 في المملكة المتحدة - ) هو لاعب كرة قدم بريطاني في مركز الهجوم. لعب مع نادي غيلانغ إنترناشونال وبيليريكاي تاون وMaldon & Tiptree F.C. ‏.